# Cephalocereus senilis
Cephalocereus senilis je druh vysokých, štíhlých, severoamerických, sloupovitých kaktusů. Vyznačuje se množstvím vlasů v areolách, které mohou zcela zakrývat stonek. Pěstírny produkují velké množství malých semenáčků, jako chlupatý kaktus nebo stařeček jsou občas v supermarketech a květinářstvích nabízeny široké veřejnosti.

## Taxonomie
Rod Cephalocereus ustanovil v roce 1838 Ludwig Pfeiffer pro sloupovité kaktusy cereusy, vytvářející v květní zóně stonku specifický útvar cephalium. Jedná se o jeden ze starých rodů kaktusů. Vymezení rodu se značně měnilo. Základní druh rodu Cephalocereus senilis byl původně popsán jako Cactus senilis Haworth 1824. Další synonymum je Pilocereus senilis (Haworth) Lemaire 1839.
Latinské druhové jméno senilis znamená stařecký a vztahuje se ke vzhledu nepravidelného, bělostného, vlasovitého otrnění připomínající vlasy starce. Místní mexické pojmenování je Cabeza del Vijo, starcova hlava. Obdobný je český lidový název stařeček a anglický název Old Man Cactus. Český název Cefalocereus bělovlasý je chybně vytvořený a nesprávný novotvar šířený na zahradnických webových stránkách a nemá opodstatnění v odborné literatuře.

## Výskyt
Roste ve státě Hidalgo a okrajově Querétaro ve středním Mexiku. Zde je mnoho spletitých a hlubokých údolí vzniklých výraznou erozí v měkkých slínech a opukách. Nejznámější lokalitou je široké údolí se strmými svahy Barranca de Metztitlán, známé jako údolí starců. Metzitlán je jedna z osad ve střední části, podle které se celé údolí souhrnně nazývá Barranca de Metztitlán. Údolím protéká řeka Río Grande de Tulancingo, která u Venados mění svůj název na Río Venados a jako Río Metztitlán posléze ústí o 30 km dále na severozápadě do jezera Lago Metztitlán. Oblast výskytu jako údolí starců začíná u obce Los Venados (údolí je v této části známé též jako Barranca Los Venádos) a táhne přes obec Metztitlán až k Lago Metztitlán. Nověji byly objeveny další lokality u obce Tolantolongo v Barranca Tolantolongo, u Exudas a jinde.
Cephalocereus senilis se vyskytuje na okrajových svazích údolí do výšky 1 700 m n. m. Oblast je extrémně suchá, půda je jílovitá a silně vápenitá. Přes den se přehřívá, ale k ránu klesá teplota k nule. Vzácně v zimě napadne sníh. Zde druh vytváří pravidelné řídké porosty vystupující nad nízké suchomilné dřeviny. V širší oblasti rezervace roste 57 druhů kaktusů. Doprovodnou vegetaci tvoří další suchomilné rostliny jako agávovité, tilandsie a další. Lokality na svazích nejsou zemědělsky využitelné a tak snad není existence druhu ohrožena. Údolí je populární mezi milovníky přírody. Byla zde založena biosférická rezervace na svazích okolo údolní nivy, která pokračuje dále severně za Lago Metztitlán a západně až k Barranca Tolantolongo.
Z českých botaniků a lovců kaktusů navštívil údolí starců jako první Benedikt Roezl a o půl století později A. V. Frič.

## Popis
Rostliny jsou vzpřímené, solitérní, jen vzácně bazálně rozvětvené. Obvykle jsou asi 10 až 12 m vysoké, vzácně až 18 m vysoké, v poměru k výšce štíhlé, až 30 cm (dle některých údajů až 40 cm) v průměru. Žeber je 20 - 30, jsou nevysoká, oblá. Nesou početné, blízko sebe umístěné areoly. Středových trnů je 1-5, jsou 1 až 5 cm dlouhé, žlutavé, šedavé. Na mladých a kulturních rostlinách jsou nenápadné, nebo chybí. Okrajových trnů je 20 až 30, jsou vlasovité, 6 až 12 cm dlouhé, zkroucené, bělostné, velmi výrazné. Tvoří vizuální charakter rostliny. Květní zónu tvoří boční pseudocefálium pod vrcholem stonku ze štětin a husté vlny a díky husté vlně výrazně vystupující. Zabírá asi jednu pětinu až třetinu obvodu stonku a je značně podlouhlé, až několik m. Vytváří se na rostlinách až po dosažení výšky 6 - 8 m. Květy jsou noční, nálevkovité, 8 - 9 cm dlouhé, okvětí je až 8 cm široké, žlutorůžové. Mezi opylovače patří netopýři. Plody jsou oválné, až 3 cm dlouhé (dle jiných údajů až 5 cm), většinou namodralé až načervenalé barvy. Jsou šupinaté, ale bez štětin, trnů a vlny. Vysouvají se z cefaliální vlny až po dozrání. Neopadávají, postupně se rozpadají a semena jsou buď požírána s dužinou ptáky, nebo vypadávají k úpatí rostliny. Semena jsou až 2 mm velká, hladká, černá, kapkovitá.
V Evropě populární nabízené kulturní výpěstky jsou drobné sloupkovité rostlinky. Představují mladé semenáčky. Mají svěže zelenou pokožku prosvítající a částečně zahalenou do spleti stříbřitěbělostných vlasů, což jsou vedlejší trny. Hlavní trny a cefálium nejsou vyvinuty. Rostlinky nekvetou.

## Pěstování
Pro svůj vzhled se stal brzy velmi populární a květinářství již před sto lety semenáčky nabízely ve velkém počtu jako chlupatý kaktus nebo stařeček. Nelze jej množit vegetativně a zralé plody zůstávají uzavřeny na vrcholu rostlin, takže pro sběr semen docházelo ke kácení starých exemplářů. Nakonec byl sběr semen v Mexiku zakázán. Pokusy o zakořenění odřezaných vrcholových částí plodících stonků byly neúspěšné. Proto byly v druhé polovině 20. století více nabízeny další druhy vlnatých kaktusů rodů Oreocereus a Espostoa. Nově byly na Kanárských ostrovech vypěstovány dospělé exempláře trvale plodící a z jejich semen pochází semenáčky v současnosti dodávané do evropských obchodů.
Cephalocereus senilis patří mezi kaktusy více náročné na kulturní kázeň. Je citlivý na nevhodnou zálivku, delší přemokření vede úhynu kořenů. V růstovém období je vhodná nárazově vydatná zálivka, mezi jednotlivými zálivkami musí substrát zcela vyschnout. Umístění má být co nejteplejší, chráněné, osluněné, volná kultura pod širým nebem a letnění není vhodné. V klidovém období od půlky října do konce března je nutné zcela suché přezimování. Pokles teploty pod 10 °C vede ke vzniku černých hnilobných skvrn a většinou k úhynu rostliny.
Pro zájemce z řad nekaktusářů o chlupatý kaktus jsou vhodnější více odolné druhy z rodů Oreocereus a Espostoa. Přesto lze při dodržení uvedených zásad Cephalocereus senilis úspěšně pěstovat i v bytě na okně s přímým sluncem.

## Galerie

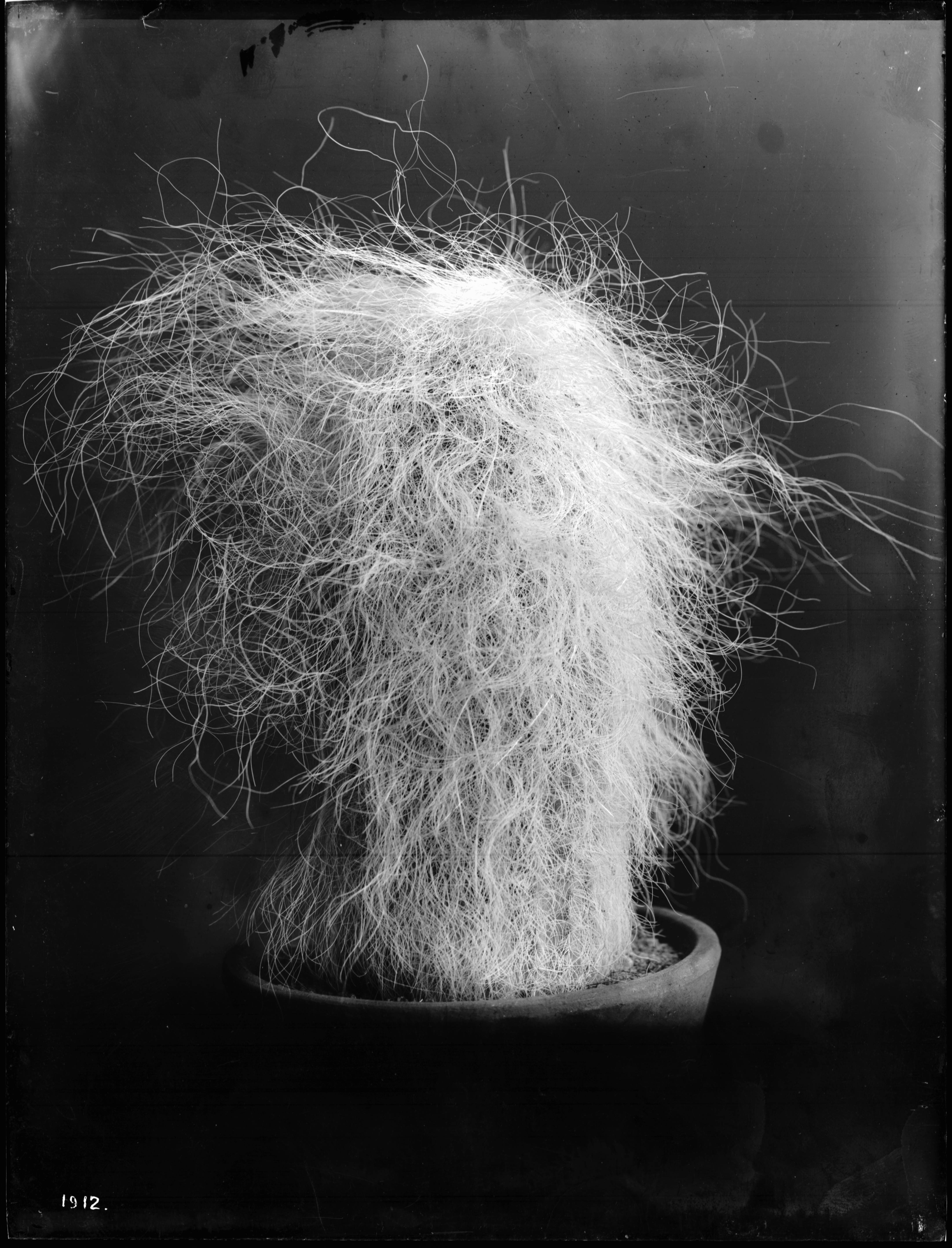
Stará fotografie rostliny z roku 1920 s vzhledem hlavy starce.
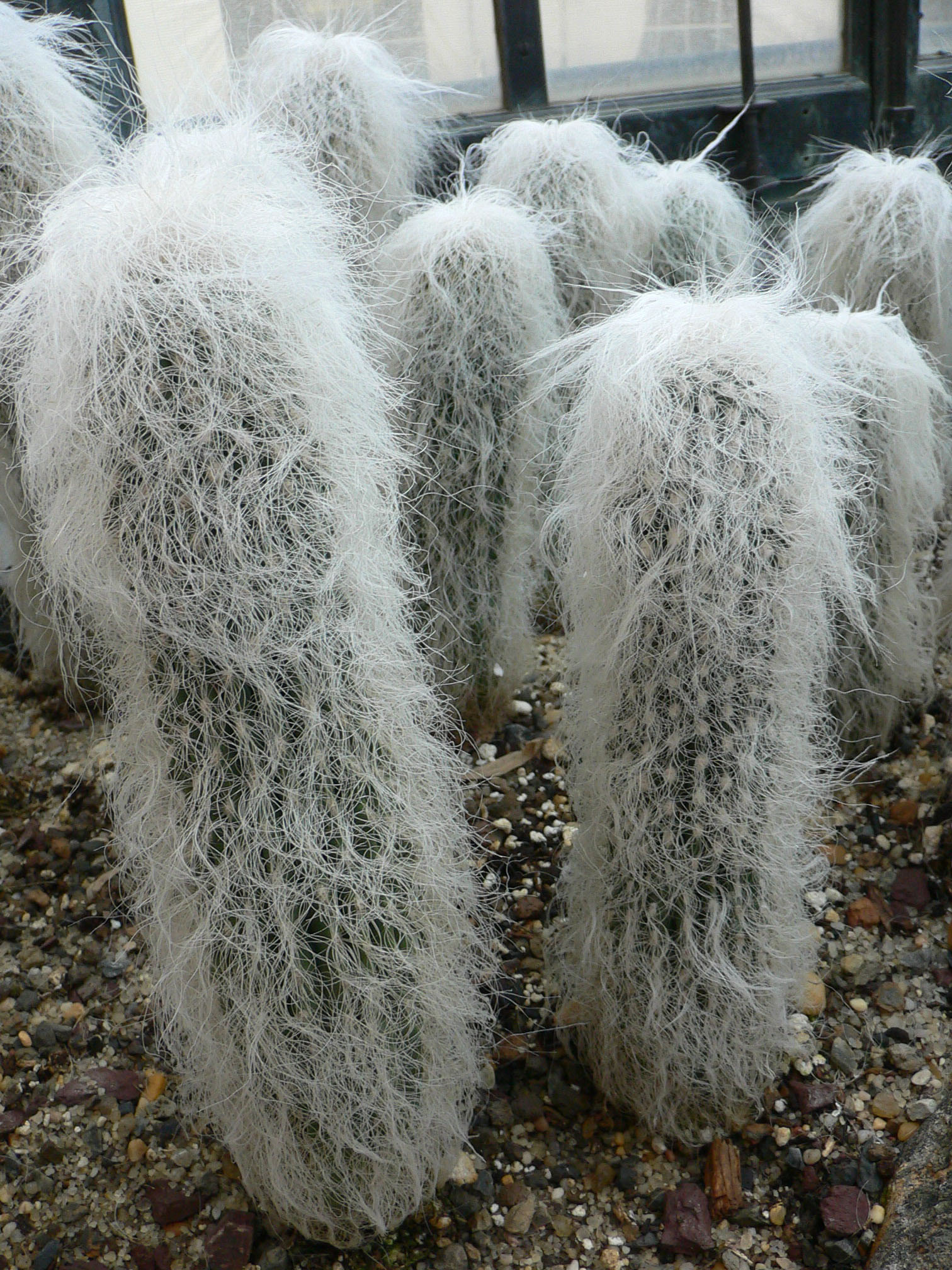
Typické sbírkové rostliny.
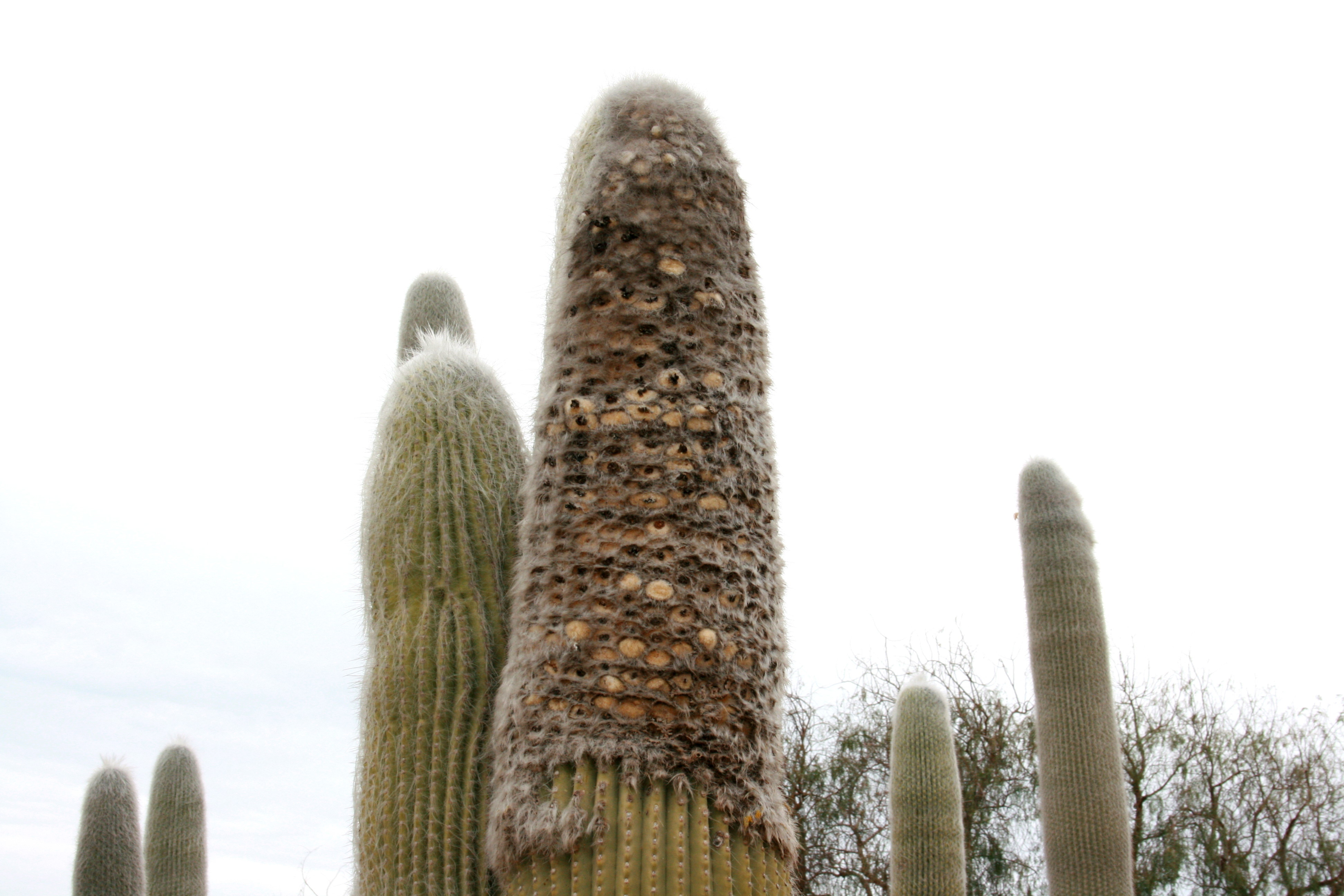
Velký exemplář v botanické zahradě s pseudocefáliem.
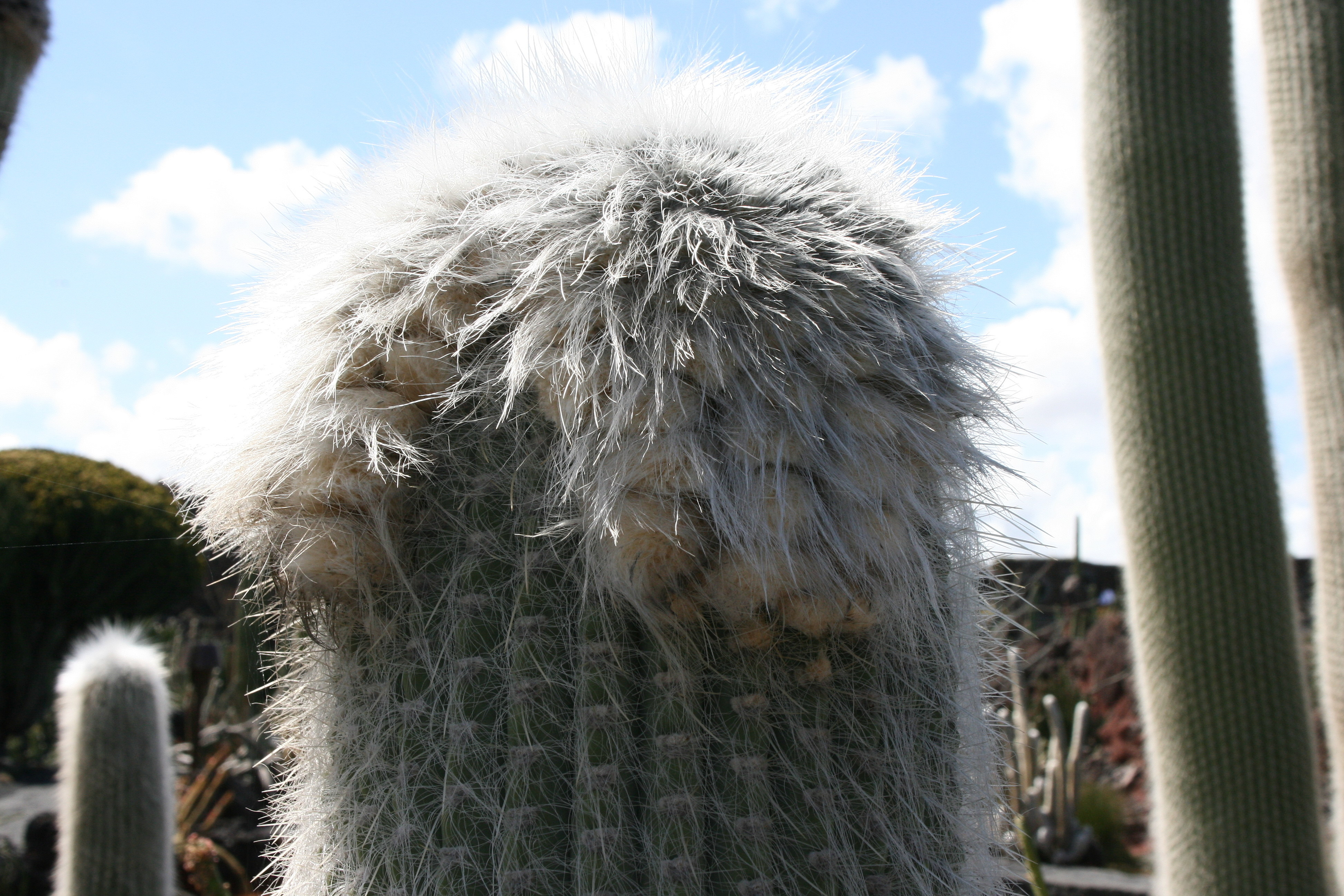
Detail nově vznikajícího, ještě krátkého pseudocefália.
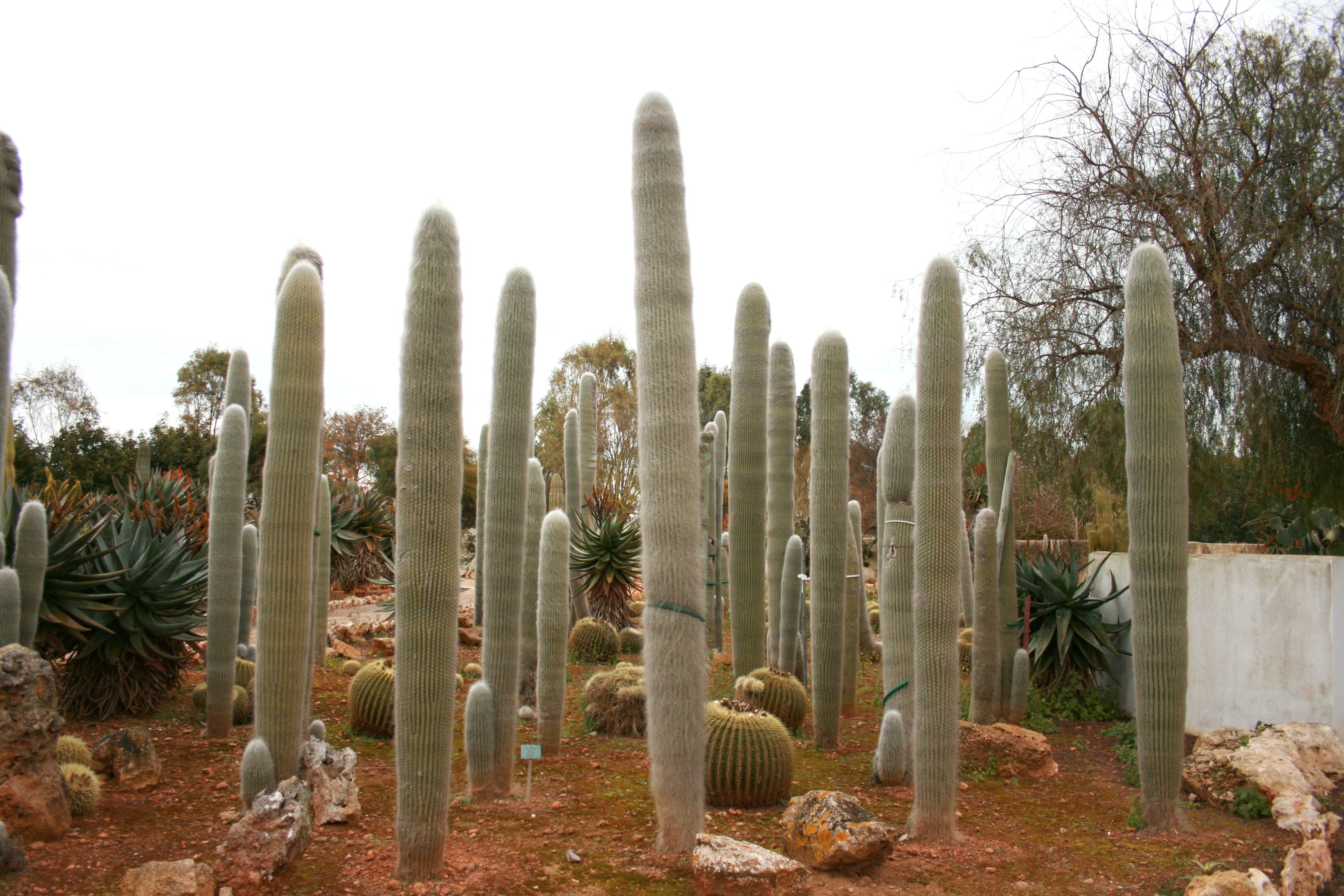
Vzrostlé, ale ještě nedospělé rostliny ve výsadbě.
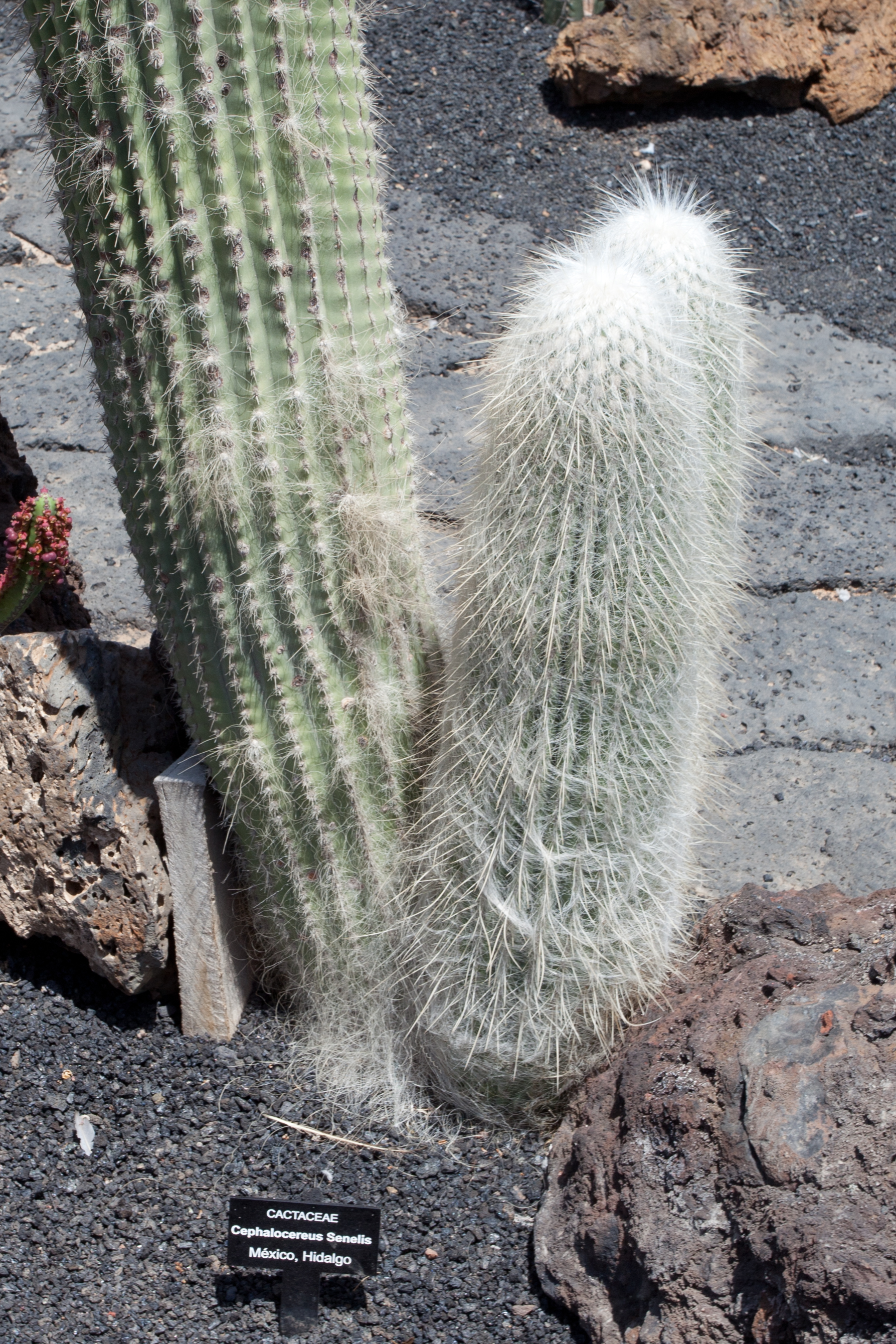
Přízemní odnožování je málo časté.